# Oxytelus
Oxytelus – rodzaj chrząszczy z rodziny kusakowatych, podrodziny Oxytelinae i plemienia Oxytelini.
Rodzaj ten opisany został w 1802 roku przez Johanna L.C.C. Gravenhorsta. Jego gatunkiem typowym wyznaczył on Staphylinus piceus.
Ciało zwykle ciemne. Na przedpleczu i pokrywach podłużne szczeliny i/lub listewki. Części pokryw między szwem a rzędami przyszwowymi gładkie i błyszczące. Na tarczce obecne wgłębienie w kształcie diamentu. Przednie i tylne odnóża zaadaptowane do kopania dzięki szczecinkom na zewnętrznych krawędziach goleni. Pierwsze człony stóp dłuższe od drugich. Bruzdy przynasadowe widocznych segmentów odwłoka: I i od III do VII zakrzywione.
Rodzaj kosmopolityczny, znany ze wszystkich kontynentów oprócz Antarktydy. Najliczniej reprezentowany w krainie afrotropikalnej (około 140 gatunków).
Należy tu około 220 opisanych gatunków, w tym:
- Oxytelus abessinus Bernhauer, 1915
- Oxytelus abiturus Lü et Zhou, 2012
- Oxytelus africanus Bernhauer, 1912
- Oxytelus ailaoshanicus Lü et Zhou, 2015
- Oxytelus alberti Cameron, 1950
- Oxytelus almorensis Cameron, 1930
- Oxytelus alutaceifrons Wollaston, 1871
- Oxytelus alutellus Fauvel, 1905
- Oxytelus aluticeps Bernhauer, 1934
- Oxytelus andreinii Bernhauer, 1927
- Oxytelus anisopsiformis Bernhauer, 1933
- Oxytelus antennalis Fauvel, 1889
- Oxytelus apicicornis Fauvel, 1905
- Oxytelus approximatus Cameron, 1956
- Oxytelus aquatilis Bernhauer, 1915
- Oxytelus armiger Fauvel, 1895
- Oxytelus articulatus Bernhauer, 1932
- Oxytelus atricapillus Nicolai, 1822
- Oxytelus aurantiacus Fairmaire, 1880
- Oxytelus awakubiensis Bernhauer, 1912
- Oxytelus bajiei Lü et Zhou, 2015
- Oxytelus barbatus Fauvel, 1905
- Oxytelus basilewskyi Cameron, 1956
- Oxytelus bellicosus Fauvel, 1895
- Oxytelus bengalensis Erichson, 1840
- Oxytelus bidentulus Fauvel, 1905
- Oxytelus bonghensis Fagel, 1957
- Oxytelus brasiliensis R. Sahlberg, 1847
- Oxytelus burambianus Cameron, 1950
- Oxytelus burgeoni Bernhauer, 1932
- Oxytelus burgeonianus Scheerpeltz, 1933
- Oxytelus butschlii Fernando, 1960
- Oxytelus capensis Cameron, 1945
- Oxytelus castaneus Lü et Zhou, 2015
- Oxytelus cheesmani Bernhauer, 1934
- Oxytelus cheesmanianus Cameron, 1937
- Oxytelus claripennis Bernhauer, 1934
- Oxytelus claviger Fauvel, 1904
- Oxytelus clypeatus Motschulsky, 1860
- Oxytelus collaris Erichson, 1840
- Oxytelus colonus Eppelsheim, 1895
- Oxytelus coloratus Cameron, 1950
- Oxytelus confusus Fagel, 1957
- Oxytelus congoanus Fagel, 1959
- Oxytelus congoensis Fauvel, 1903
- Oxytelus consobrinus Stephens, 1834
- Oxytelus convergens LeConte, 1877
- Oxytelus crenulifer Fauvel, 1905
- Oxytelus curticollis Fauvel, 1905
- Oxytelus daressalamensis Bernhauer, 1915
- Oxytelus demeilloni Scheerpeltz, 1952
- Oxytelus depauperatus Wollaston, 1867
- Oxytelus derasus Sharp, 1887
- Oxytelus discalis Cameron, 1930
- Oxytelus dixoni Oke, 1933
- Oxytelus dohertyi Cameron, 1930
- Oxytelus dorylophila Cameron, 1928
- Oxytelus dundoanus Cameron, 1950
- Oxytelus ealanus Cameron, 1938
- Oxytelus elephantulus Bernhauer, 1936
- Oxytelus eremus Blackwelder, 1943
- Oxytelus fageli Herman, 1970
- Oxytelus fallax Fauvel, 1878
- Oxytelus fauveli Bernhauer and Schubert, 1911
- Oxytelus ferreirai Scheerpeltz, 1978
- Oxytelus finitimus Lü et Zhou, 2015
- Oxytelus foraminosus Fauvel, 1905
- Oxytelus fortepunctatus Fagel, 1957
- Oxytelus fruhstorferi Cameron, 1945
- Oxytelus fulgens Bernhauer, 1915
- Oxytelus fulgidus Fauvel, 1905
- Oxytelus fulvipes Erichson, 1839
- Oxytelus fusciceps Fauvel, 1898
- Oxytelus fusicornis Fauvel, 1905
- Oxytelus fuscipennis Stephens, 1834
- Oxytelus fuscipes Schubert, 1911
- Oxytelus gabonensis Fauvel, 1903
- Oxytelus galla Fauvel, 1905
- Oxytelus ghesquierei Cameron, 1938
- Oxytelus giganteus Cameron, 1950
- Oxytelus ginyuenensis Bernhauer, 1935
- Oxytelus glabratus Bernhauer, 1932
- Oxytelus grandiculus Lü et Zhou, 2015
- Oxytelus grandis Eppelsheim, 1895
- Oxytelus gratellus Cameron, 1950
- Oxytelus hamacenus Fauvel, 1905
- Oxytelus hingstoni Cameron, 1928
- Oxytelus houomontis Ito, 1994
- Oxytelus incisicollis Fauvel, 1904
- Oxytelus incisus Motschulsky, 1857
- Oxytelus incognitus Bernhauer, 1934
- Oxytelus incolumis Erichson, 1840
- Oxytelus inconstans Lea, 1906
- Oxytelus iners Weise, 1877
- Oxytelus inexpectatus Fagel, 1957
- Oxytelus insulanus Lü et Zhou, 2015
- Oxytelus interocularis Bernhauer, 1943
- Oxytelus invenustus Casey, 1894
- Oxytelus javanus Cameron, 1936
- Oxytelus jelskii Fauvel, 1905
- Oxytelus jessoensis Bernhauer, 1907
- Oxytelus kabarensis Fagel, 1957
- Oxytelus kabashanus Cameron, 1950
- Oxytelus kalisi Bernhauer, 1934
- Oxytelus kalongeanus Cameron, 1950
- Oxytelus kaltenbachi Scheerpeltz, 1966
- Oxytelus katangensis Fagel, 1957
- Oxytelus kavirondoensis Bernhauer, 1937
- Oxytelus kawaensis Cameron, 1932
- Oxytelus kedirianus Bernhauer, 1938
- Oxytelus kivuensis Cameron, 1928
- Oxytelus kristenseni Bernhauer, 1915
- Oxytelus laqueatus Marsham, 1802
- †Oxytelus levis B. Förster, 1891
- Oxytelus lividus Motschulsky, 1857
- Oxytelus lompobatangensis Lü et Zhou, 2015
- Oxytelus longicollis Bernhauer, 1932
- Oxytelus luberensis Fagel, 1957
- Oxytelus lucens Bernhauer, 1903
- Oxytelus lucidulus Cameron, 1929
- Oxytelus machadoi Cameron, 1950
- Oxytelus madagascariensis Erichson, 1840
- Oxytelus malaisei Scheerpeltz, 1965
- Oxytelus mandibularis Cameron, 1929
- Oxytelus marlieri Fagel, 1957
- Oxytelus megaceros Fauvel, 1895
- Oxytelus megalomerus Fauvel, 1905
- Oxytelus meinanderi Scheerpeltz, 1974
- Oxytelus methnerianus Bernhauer, 1937
- Oxytelus micantoides Scheerpeltz, 1978
- Oxytelus migrator Fauvel, 1904
- Oxytelus monardi Bernhauer, 1936
- Oxytelus montanus Casey, 1894
- Oxytelus murecarius Bernhauer, 1921
- Oxytelus nigriceps Kraatz, 1859
- Oxytelus nilgiriensis Cameron, 1930
- Oxytelus nimius Casey, 1894
- Oxytelus nitidicollis Fagel, 1957
- Oxytelus nitidipennis Fauvel, 1904
- Oxytelus nitidissimus Cameron, 1928
- Oxytelus novaecaledoniae Scheerpeltz, 1966
- †Oxytelus ominosus B. Förster, 1891
- Oxytelus pallidipennis Cameron, 1930
- Oxytelus pallidus Bernhauer, 1932
- Oxytelus pallipennis Grimmer, 1841
- Oxytelus paradoxus Bernhauer, 1905
- Oxytelus parumpunctatus Blackburn, 1902
- Oxytelus pensylvanicus Erichson, 1840
- Oxytelus permixtus Fagel, 1957
- Oxytelus piceus Linnaeus, 1767
- Oxytelus planus Fauvel, 1904
- Oxytelus poecilopterus Lü et Zhou, 2015
- Oxytelus principalis Sharp, 1887
- †Oxytelus pristinus Scudder, 1876
- †Oxytelus proaevus Heer, 1862
- Oxytelus productifrons Cameron, 1950
- Oxytelus proximus Cameron, 1942
- Oxytelus pseudopiceus Kashcheev, 1999
- Oxytelus pseudosculptus Fagel, 1957
- Oxytelus pubiventris Fauvel, 1905
- Oxytelus puncticeps Kraatz, 1859
- Oxytelus punctiger Scheerpeltz, 1933
- Oxytelus punctipennis Fauvel, 1905
- Oxytelus punctus Bernhauer, 1934
- Oxytelus reductus Fauvel, 1905
- Oxytelus rhinoceros Bernhauer, 1936
- Oxytelus robustus Schubert, 1906
- Oxytelus ruandae Bernhauer, 1943
- Oxytelus ruandanus Cameron, 1950
- Oxytelus rufescens Cameron, 1950
- Oxytelus rufulus Bernhauer, 1934
- Oxytelus rugegensis Cameron, 1956
- Oxytelus ruptus Fauvel, 1904
- Oxytelus rutshuruensis Bernhauer, 1938
- Oxytelus schoutedeni Cameron, 1928
- Oxytelus schubotzi Bernhauer, 1915
- Oxytelus sculptus Gravenhorst, 1806
- Oxytelus secretus Cameron, 1938
- Oxytelus senegalensis Bernhauer, 1932
- Oxytelus sericeiventris Fauvel, 1905
- Oxytelus shangugensis Fagel, 1957
- Oxytelus simulans Cameron, 1930
- Oxytelus simulator Eppelsheim, 1895
- Oxytelus solus Lü et Zhou, 2015
- Oxytelus spectabilis Bernhauer, 1912
- Oxytelus speculum Fauvel, 1904
- Oxytelus stricticollis Fagel, 1957
- Oxytelus strigosiceps Bernhauer, 1936
- †Oxytelus subapterus Wickham, 1913
- Oxytelus subferrugineus Cameron, 1929
- Oxytelus subincisus Cameron, 1941
- Oxytelus sublividus Lü et Zhou, 2015
- Oxytelus sublucidus Cameron, 1941
- Oxytelus subsculptus Cameron, 1928
- Oxytelus takahashii Ito, 1994
- Oxytelus tengoensis Bernhauer, 1932
- Oxytelus termitophilus Cameron, 1928
- Oxytelus tibetanus Bernhauer, 1933
- Oxytelus tuberculifrons Eichelbaum, 1913
- Oxytelus ugandae Bernhauer, 1937
- Oxytelus validus Cameron, 1952
- Oxytelus varipennis Kraatz, 1859
- Oxytelus vermicularis Bernhauer, 1906
- Oxytelus vicarius Fagel, 1957
- Oxytelus vulneratus Fauvel, 1877
- Oxytelus wittei Cameron, 1950
- Oxytelus wittmeri Coiffait, 1984